# Dekanat Biała Piska
Dekanat Biała Piska – jeden z 22 dekanatów w rzymskokatolickiej diecezji ełckiej.

## Parafie
W skład dekanatu wchodzi 5 parafii:
- parafia św. Andrzeja Boboli – Biała Piska
- parafia Matki Bożej Częstochowskiej – Drygały
- parafia Narodzenia Najświętszej Marii Panny – Kumielsk
- parafia św. Szczepana – Rożyńsk Wielki
- parafia Chrystusa Króla – Skarżyn

Do 30 września 2020 do dekanatu przynależały także parafie: Matki Bożej Szkaplerznej w Orzyszu, Najświętszego Serca Pana Jezusa w Orzyszu oraz Niepokalanego Serca Najświętszej Marii Panny w Okartowie, które weszły w skład nowo utworzonego dekanatu św. Jana Pawła II w Orzyszu.

## Sąsiednie dekanaty
Ełk – MB Fatimskiej, Ełk – Świętej Rodziny, Giżycko – św. Krzysztofa, Orzysz, Grajewo (diec. łomżyńska), Kolno (diec. łomżyńska), Pisz, Szczuczyn (diec. łomżyńska)